# Ptilium exaratum
Ptilium exaratum ist ein Käfer aus der Familie der Zwergkäfer (Ptiliidae). 

## Merkmale
Die Käfer erreichen eine Körperlänge von 0,63 bis 0,7 Millimetern und sind damit geringfügig größer als die verwandten Arten der Gattung. Ihr Körper ist schwärzlich gefärbt, die Deckflügel sind dunkelbraun und haben hellere Spitzen. Die Fühler und Beine sind rötlichgelb gefärbt. Die Seiten des Halsschildes sind nur schlecht erkennbar gerandet, fehlen aber niemals. Die seitlichen Längslinien sind nur angedeutet und divergieren meistens nach vorne hin. Die Seiten der Halsschildbasis sind merklich ausgeschweift. 

## Vorkommen und Lebensweise
Die Art kommt in Europa vor. Im Norden ist sie sporadisch bis Lappland, im Süden bis ins Mittelmeergebiet verbreitet. In Mitteleuropa ist sie in der Regel nicht selten. Die Tiere besiedeln Kuh- und Pferdedung.